# 육군훈련소 인분 사건
육군훈련소 인분 사건(陸軍訓練所人糞事件)은 2005년 1월에 대한민국의 육군훈련소에서 발생한 사건으로, 신병을 교육하는 중대장이 화장실 청소 상태를 문제 삼아 훈련병 192명에게 인분을 찍어 먹도록 강요한 가혹행위를 벌인 사건이다.

## 개요
2005년 1월 10일에 육군훈련소 29신병교육연대 11중대장 이경진 대위(학사 35기)가 훈련병들의 용변 뒤처리 미흡을 문제삼아 중대 소속 192명의 훈련병 전원에게 대변을 손가락에 묻혀 2회에 걸쳐 5초간 입을 벌린 상태에서 입에 넣었다 빼도록 하였다. 이는 사건 발생 후 10일이 지나서야 피해 훈련병의 편지로 외부에 그 사실이 알려졌다.

## 육군 당국의 폐쇄성
이에 대해 군 소식지인 국방일보는 사건이 외부에 공개된 20일로부터 4일이 지난 24일에야 특별기고에서 언급했을 뿐 별다른 언급을 하지 않아 이런 현상에 대해 군의 폐쇄성과 자기 식구 감싸기 행동이라는 비판이 있다. 특히 제보자의 편지 내용에는 언론에 널리 알려달라는 내용이 있었지만 사건을 취재한 MBC 사회부 백승규 기자는 "훈련소에서 일부 사실을 확인해준 정훈참모의 말을 들은 뒤 얼마 안돼 논산 제2훈련소장이 나와 '보도하지 않았으면 한다. 그게 애국이다. 군이 많이 힘들어질 수 있다'고 부탁했다"며 "그러나 오히려 알리는 게 애국이라고 설득하고 보도하게 된 것"이라고 밝혔다..

## 책임자 징계 결과
2005년 2월 3일 육군 본부는 육군훈련소 인분 사건의 특감결과를 발표하고, 이 사건의 책임을 물어 육군참모총장은 허평환 소장에 경고 조치를 내리고 신병교육연대장(대령)과 교육대장(소령), 지원과장(대위), 교육과장(대위), 분대장(병장), 교관(중위) 등 14명을 각각 징계위에 회부했다고 밝혔다. 또한 사고 발생을 사전에 인지하지 못한 훈련소 헌병대 파견대장(중령)과 수사관(준위)은 모두 교체하기로 했다. 하지만 이에 대해 가혹행위 가해자인 중대장(대위)보다 하위 계급인 분대장(병장)을 징계한 것은 하위 계급자의 반대가 항명으로 받아들여지는 군대 내부 사정을 감안할 때에 과도한 징계라는 비판이 있다. 한편 이 사건을 주도했던 당시 중대장은 결국 구속되어 중형을 선고받으면서 불명예 전역했다.

## 사건 그 후
육군훈련소의 화장실이 종전 화변기에서 양변기로 바뀌고 비데가 설치되었다.

## 같이 보기
- 육군훈련소